# Mahasamund (Distrikt)
Der Distrikt Mahasamund befindet sich im zentralen Osten des indischen Bundesstaates Chhattisgarh.
Der Distrikt wurde im Juli 1998 als Abspaltung des Distrikts Raipur gegründet. Er erstreckt sich über eine Fläche von 4790 km².

## Lage
Im Westen wird der Distrikt vom Flusslauf der Mahanadi begrenzt. Dort befindet sich die namensgebende Distrikthauptstadt Mahasamund. Die nördliche Distriktgrenze verläuft entlang dem Fuß der Barnawapara Forest Range, einem bewaldeten Höhenrücken. Im Osten des Distrikts befindet sich die Stadt Saraipali, welche über die nationale Fernstraße NH 6 mit Mahasamund verbunden ist. Der Fluss Jonk fließt ein Stück entlang der südlichen Distriktgrenze, bevor er den Distrikt in nördlicher Richtung durchströmt. Im Osten grenzt der Distrikt an den Bundesstaat Odisha.

## Bevölkerung
Der Distrikt Mahasamund hatte im Jahr 2001 860.257 Einwohner. Beim Zensus 2011 waren es 1.032.754. Davon waren 49,57 % Männer (Geschlechterverteilung: 1000 Männer auf 1017 Frauen). Die Alphabetisierungsrate betrug 71,02 % (72,05 % unter Männern, 60,25 % unter Frauen). 13 % der Bevölkerung sind in der Altersgruppe 0–6. 97 % der Bevölkerung waren Hindus.

## Wirtschaft
Es werden verschiedene Bodenschätze auf dem Gebiet des Distrikts abgebaut.

## Verwaltungsgliederung
Der Distrikt ist in 5 Tehsils gegliedert: Bagbahra, Basna, Mahasamund, Pithora und Saraipali.
Die Distrikthauptstadt Mahasamund ist eine Municipal Corporation. Daneben gibt es folgende Nagar Panchayats: Bagbahara, Basna, Pithora, Saraipali und Tumgaon.
Es gibt 1145 Dörfer, wovon 1112 bewohnt sind.
Außerdem gibt es 491 Gram Panchayats, 5 Janpad Panchayats.